# Kids on Site
Kids on Site est un jeu vidéo ludo-éducatif en full motion video sorti en 1994 sur Mega-CD. Le jeu a été développé et édité par Digital Pictures.